# Manerebia lisa
Manerebia lisa is een vlinder uit de onderfamilie Satyrinae van de familie Nymphalidae. De wetenschappelijke naam van de soort is, als Lymanopoda lisa, voor het eerst geldig gepubliceerd in 1911 door Gustav Weymer.